# Planétarium de Strasbourg
Le Planétarium du Jardin des sciences est un Planétarium situé dans le quartier de la Neustadt à Strasbourg, plus précisément au cœur du campus historique. Il dépend du Jardin des Sciences de l'Université de Strasbourg.

## Histoire
Le Planétarium propose des spectacles sur l'actualité astronomique et spatiale, sur les connaissances actuelles sur l'Univers, le ciel étoilé et les images du cosmos. Outre les spectacles à thèmes à destination de différents publics, le planétarium propose des visites guidées de la Grande Coupole de l'Observatoire.
Le Planétarium de Strasbourg possède également un planétarium mobile. Il se présente sous la forme d’un dôme gonflable, de 4,50 mètres de diamètre, alimenté par un ventilateur silencieux. Il possède un système de projection Cosmodyssée IV de 1500 étoiles permettant de simuler les constellations, le ciel à différentes latitudes et les mouvements de la Terre. Installé dans une salle de classe, une salle polyvalente, une bibliothèque, il permet d’initier le jeune public à l’astronomie sans contraintes météorologiques ou de pollution lumineuse.
En 1982, seules les villes de Paris, Reims, Nantes et Fréjus possèdent un planétarium. Dans le Nord-Est, un petit groupe de pionniers strasbourgeois, présidé par Pierre Lacroute (le « père » du satellite Hipparcos), directeur de l’Observatoire de Strasbourg et porté par Agnès Acker, astrophysicienne, lance un comité d’étude de projet.
Dans un premier temps, l’équipe imagine un planétarium ambitieux sous une coupole de 20 m de diamètre inscrite dans un nouveau bâtiment construit dans les jardins de l’Observatoire. Finalement, en 1978, l’implantation d’un planétarium plus petit et moins onéreux est retenus, implanté dans une salle méridienne du bâtiment Est. Pour le choix du projecteur d’étoiles, entre Zeiss (Allemagne), Goto (Japon) et Spitz (États-Unis), c’est dans un premier temps la firme allemande qui prévaut. Le choix se portera finalement sur le modèle américain Spitz 512. Le planétarium voit le jour en 1981 et ouvre officiellement en janvier 1982.
En 2009, l'équipe du Planétarium rejoint celle du Jardin des sciences de l'Université de Strasbourg. En 2014, le projecteur d'étoiles tombe définitivement en panne. Il est remplacé quelques mois plus tard par un projecteur vidéo fisheye LSS (Lhoumeau Sky System) muni du logiciel de planétarium Stellarium360.
En 2023, le Planétarium du Jardin des sciences a fait peau neuve. Anciennement situé dans les jardins de l'Observatoire il se situe dorénavant au 27 boulevard de la Victoire. Le Planétarium possède désormais une nouvelle salle hémisphérique de 15 mètres de diamètre. La dernière ouverture au public de l'ancienne salle s'est déroulée le 6 novembre 2022.

## Accès
Le Planétarium est desservi par les lignes F, C et E de la CTS à l'arrêt Université.